# USS Casablanca
L'USS Casablanca (AVG/ACV/CVE-55) est un porte-avions d'escorte, navire de tête de sa classe mis en service dans l'US Navy durant la Seconde Guerre mondiale.
Commandé le 17 juillet 1942, sa quille est posée en vertu du contrat de la United States Maritime Commission le 3 novembre 1942 au chantier naval Kaiser Shipyards de Vancouver, dans l'État de Washington. Il est lancé le 5 avril 1943, parrainé par Mme Eleanor Roosevelt ; et mis en service le 8 juillet 1943 sous les ordres du commandant Steven Ward Callaway.

## Conception et description

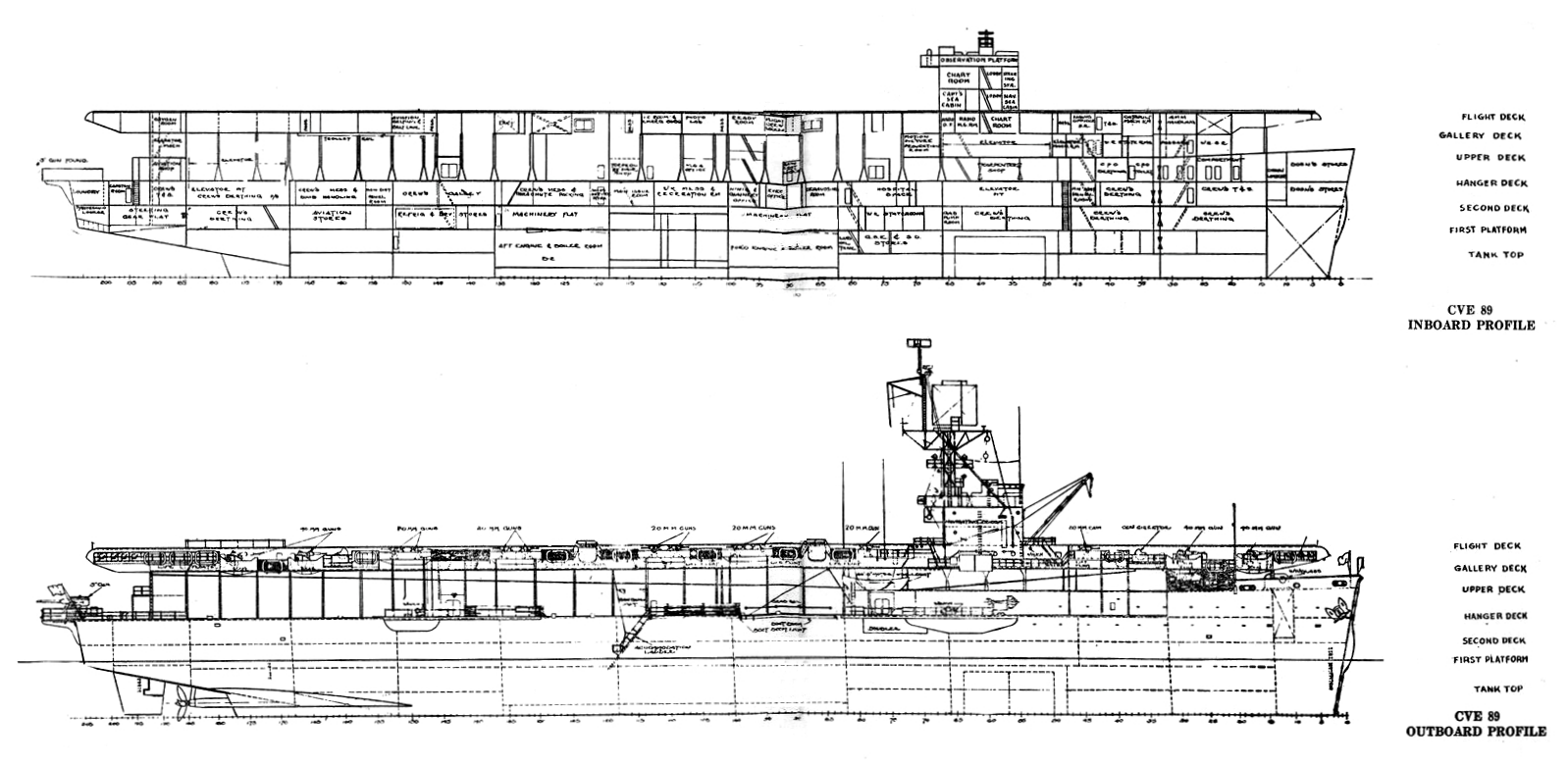
Profil du, conception unique des porte-avions d'escorte de la classe Casablanca.

Le Casablanca est le navire de tête des porte-avions d'escorte de classe Casablanca, série de porte-avions la plus importante jamais construits, et conçu spécifiquement pour sa production en série en utilisant des sections préfabriquées, afin de remplacer les lourdes pertes du début de la guerre. Standardisé avec ses navires-jumeaux, il mesure 156,13 m de longueur hors-tout et 150 m en flottaison. Disposant d'un maître-bau standard de 19,86 m, son point le plus large est de 33 m, tout en ayant un tirant d'eau de 6,32 m. Le navire déplace 8 188 t en charge standard, contre 10 902 t à pleine charge, dispose d'un hangar de 78 m de long et d'un pont d'envol de 145 m de long. Sa propulsion composée de deux moteurs à vapeur à piston Skinner Unaflow entraîne deux arbres d'hélice, fournissant 9 000 chevaux-vapeur (6 700 kW), lui permettant une vitesse de 19 nœuds (35,2 km/h). Le navire a une autonomie de 10 240 milles marins (18 964 km) à une vitesse de 15 nœuds (27,8 km/h). L'alimentation est fournie par quatre chaudières à tubes d'eau Babcock & Wilcox. Sa taille compacte nécessite l'installation d'une catapulte en tête de proue, tout en étant équipé de deux ascenseurs pour faciliter le mouvement des avions entre le pont d'envol et le hangar : un à l'avant et à l'arrière,,.
Coté armement, 1 canon à double usage de 127 mm (anti-navire et antiaérien) est monté sur la poupe. La défense antiaérienne est assurée par 8 canons anti-aériens Bofors de 40 mm en affût simple, ainsi que 12 canons Oerlikon de 20 mm, montés autour du périmètre du pont. À la fin de la guerre, les porte-avions de la classe seront modifiés pour transporter 30 canons de 20 mm, et le nombre de canons de 40 mm sera doublé (passant de 8 à 16), en les disposant dans des affûts doubles. Ces modifications répondaient à l'augmentation des pertes dues aux attaques kamikazes. Malgré une conception prédéfinie d'un équipage de 860 hommes et d'un escadron embarqué de 50 à 56 hommes, les exigences du temps de guerre ont souvent nécessité le gonflement du nombre d'hommes d'équipage. Les porte-avions d'escorte de la classe étaient conçus pour transporter 27 avions, mais le hangar pouvait en accueillir davantage, ce qui était souvent nécessaire lors des transports ou surtout des missions de formation, en raison du roulement constant des pilotes et des aéronefs,.

## Construction

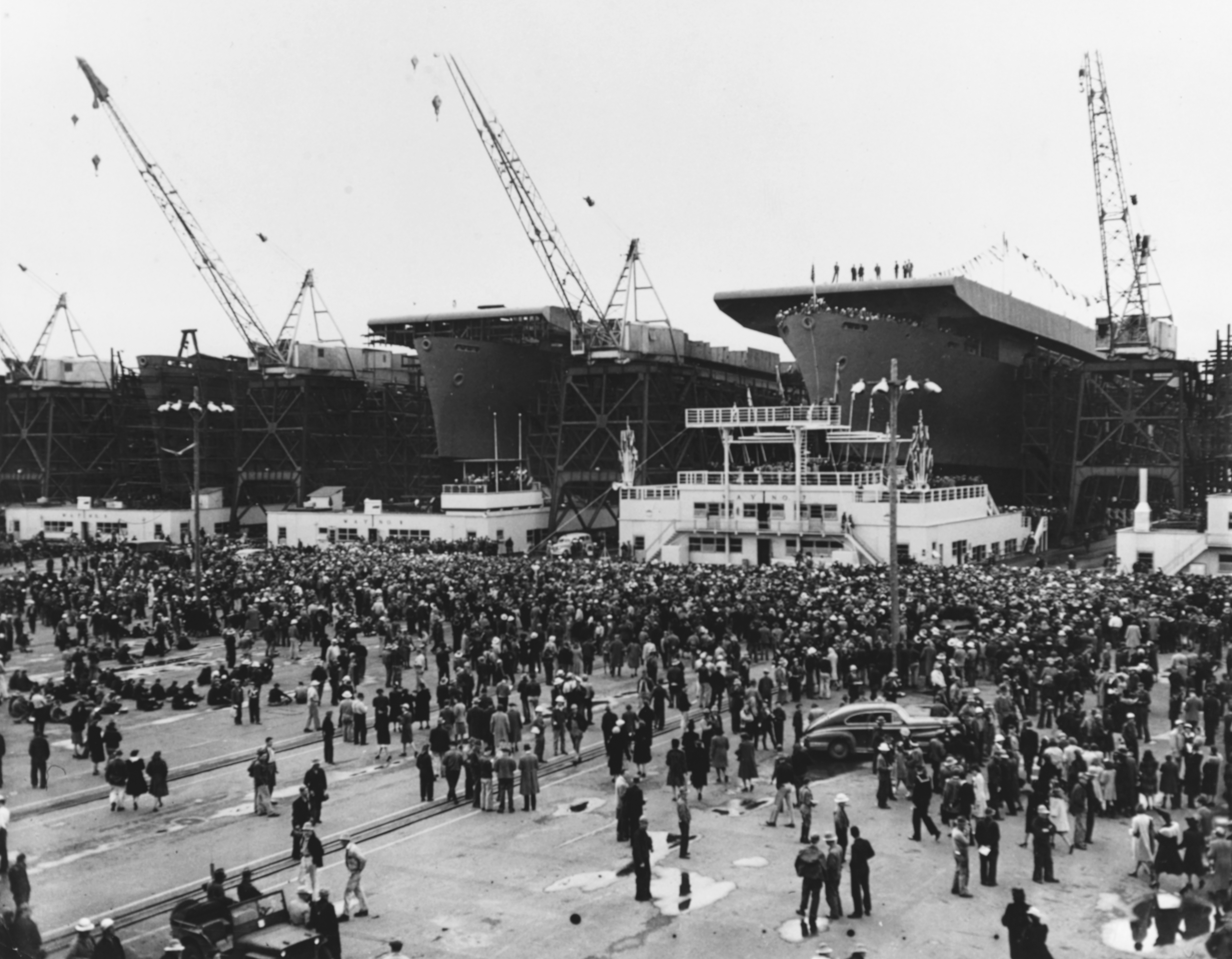
La coque du Casablanca (à droite), photographiée le 5 avril 1943 juste avant son lancement. Deux de ses navires jumeaux sont visibles à sa gauche.

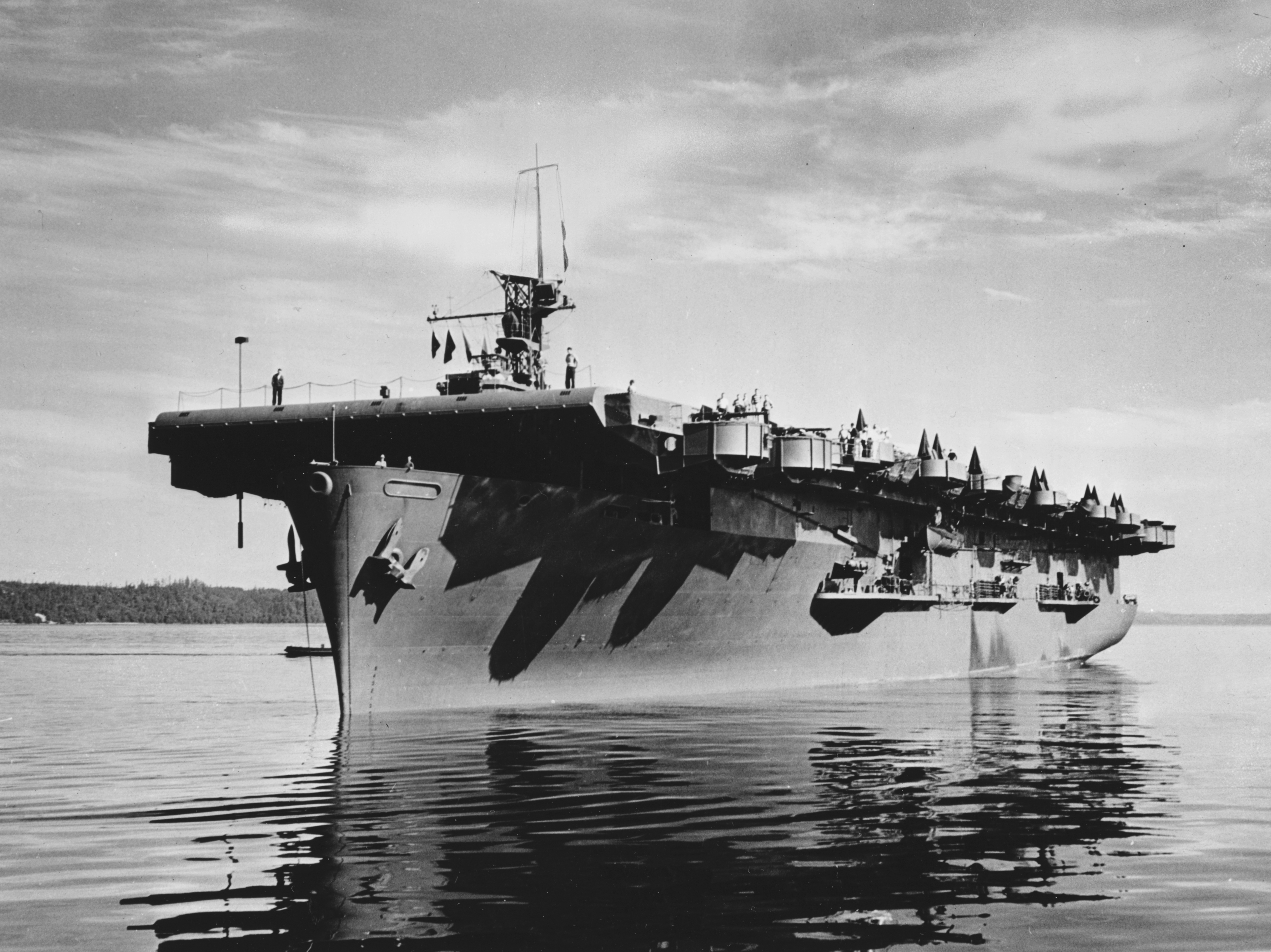
Le Casablanca photographié à Puget Sound vers juillet 1943. Notez que les antennes radar ont été effacées de l'image en raison de la censure en temps de guerre.

Sa construction est attribuée au chantier naval Kaiser Shipyards de Vancouver, dans l'État de Washington, en vertu du contrat de la United States Maritime Commission le 18 juin 1942, sous le numéro de fanion AVG-55, nombre indiquant qu'il est le 55e porte-avions d'escorte construit et « AVG » désignant, d'après le système de désignation des bâtiments de l'US Navy, Auxiliary Aircraft Ferry, numéroté dans la même série que les porte-avions d'escorte. Le 20 août, le futur bâtiment est reclassé en ACV-55, symbole de la coque représentant un porte-avions auxiliaire. La pose de la quille est faite le 3 novembre 1942 sous le nom d'Ameer, les plans originaux prévoyant son transfert à la Royal Navy dans le cadre du programme de prêt-bail. Il est mis sur cale comme coque MC 1092, le premier d'une série de cinquante porte-avions d'escorte de la classe Casablanca,.
Le 23 février 1943, il est déterminé que son sister-ship Liscome Bay, second navire de la classe construit, sera transféré au titre du prêt-bail à la place du Casablanca. Par conséquent, celui-ci est rebaptisée Alazon Bay, nommé d'après la baie d'Alazan (volontairement orthographié différemment), située dans le comté de Kleberg, au Texas, dans le cadre d'une tradition qui nomme les porte-avions d'escorte d'après des baies ou des détroits. Cependant, il est rebaptisé Casablanca le 3 avril, son nom précédent étant plus tard assigné à la coque de son sister-ship Lunga Point. Le Casablanca est lancé le 5 avril ; parrainé par la Première dame des États-Unis Mme Eleanor Roosevelt ; transféré dans l'US Navy le 8 juillet, mis en service et reclassifié CVE-55 le 15 juillet, sous le commandement du commandant Steven Ward Callaway,.

## Historique

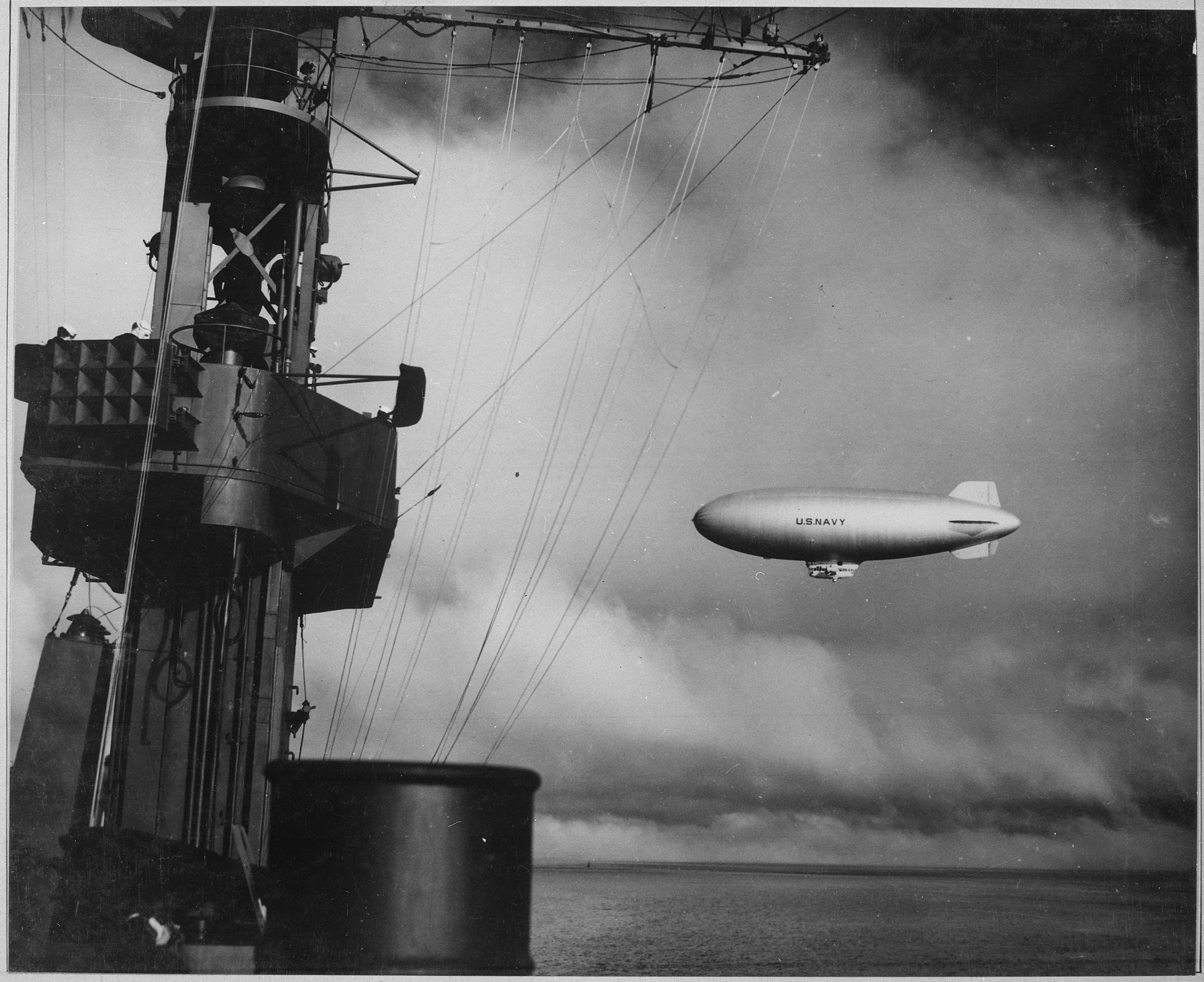
Un dirigeable de l'US Navy est photographié accompagnant le Casablanca lors d'exercices d'entraînement, le 8 août 1943.

Lors de sa mise en service, il est découvert à son bord un défaut d'hélice, handicapant sa vitesse et sa maniabilité, le rendant totalement inapte au service de première ligne ou même de transport. Par conséquent, la marine l'utilise comme navire-école, opérant dans le détroit de Juan de Fuca pour fournir des certifications de pilotage. Pour l'année suivante, jusqu'en août 1944, un flux régulier d'escadrons de porte-avions est formé à bord du bâtiment, partant pour le service sur un porte-avions de première ligne une fois leurs qualifications terminées. En outre, il est utilisé comme navire de formation pour les équipages à destination des autres porte-avions de la classe avant leur mise en service, les équipages passant généralement deux semaines à apprendre à faire fonctionner l'équipement et à manœuvrer le navire. La marine l'utilise également comme navire-essai afin de recueillir des données sur la façon dont les porte-avions d'escorte se comportent pendant de longues périodes en mer, mesurant sa disponibilité matérielle et la capacité de son équipement. Les leçons apprises à bord ont donc été mises en œuvre sur les navires de la classe Casablanca futurs,.

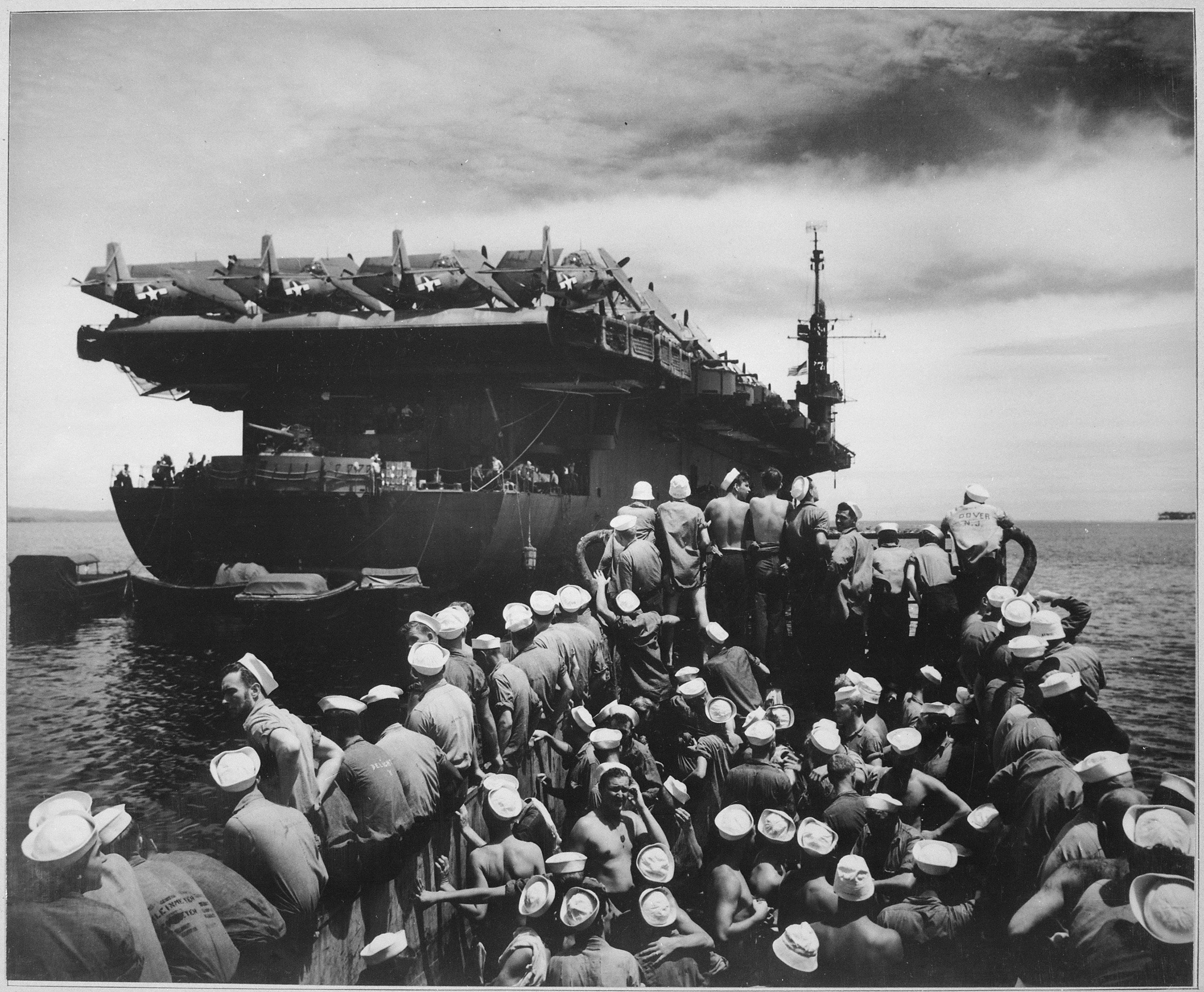
Personnel du Casablanca retournant à bord à l'aide d'une péniche de débarquement depuis l'île de Rara, au large de Manus.

À l'été 1944, le Casablanca est placé en cale sèche au cours duquel son défaut d'hélice est corrigé, lui certifiant donc un déploiement pour des missions de transport. Le 24 août, après avoir embarqué du personnel, des avions et du carburant aviation à la Naval Air Station Alameda, il passe sous le pont du Golden Gate et transite par San Francisco vers l'île de Manus, dans les îles de l'Amirauté. Il revient à Seattle le 8 octobre, et reprend immédiatement ses fonctions précédentes à Puget Sound en tant que bâtiment de formation, effectuant pour la plupart du temps les mêmes activités, cette fois en préparant les équipes de pré-mise pour les porte-avions de la classe Commencement Bay. C'est pendant cette période qu'il est endommagé par une tempête et qu'il rejoint le port de San Diego le 22 janvier 1945 pour des réparations. Le 12 février, le capitaine John Lewis Murphy hisse son pavillon au-dessus du navire,.

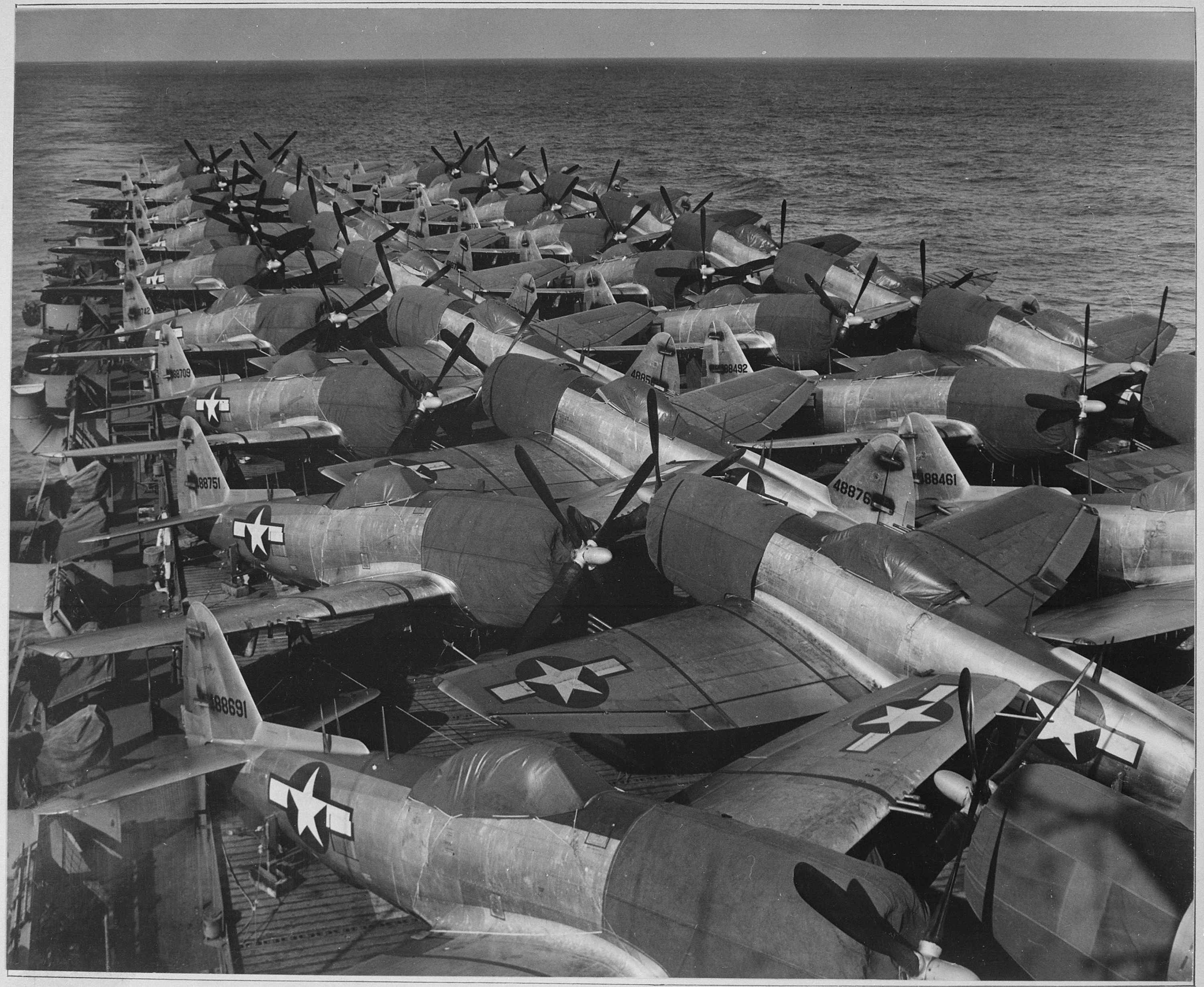
Pont d'envol du Casablanca transportant des chasseurs P-47 Thunderbolt le 16 juillet 1945.

Le Casablanca reprend la mer le 13 mars, et une fois ses réparations terminées, se dirige vers l'ouest pour une autre mission de transport. S'arrêtant à Pearl Harbor, il rejoint Guam au cours duquel il décharge une partie de sa cargaison. Il effectue ensuite des trajets de transport entre Samar aux Philippines, Manus et les Palaos jusqu'au 12 mai, date à laquelle il retourne sur la côte ouest pour une révision, transportant à bord un chargement de personnel médicalement inapte. À son arrivée, il est réapprovisionné et renvoyé vers l'ouest, livrant des passagers à Pearl Harbor le 24 juin. Le bâtiment passe l'été à mener des missions de transports de la côte Ouest vers Pearl Harbor et Guam. C'est au cours d'une de ces missions de transport, en arrivant à Guam, que la capitulation du Japon sera annoncée,.
Après une brève période au cours duquel il sert de nouveau de navire de formation fournissant des qualifications de pilote au large de Saipan en août, le navire est réaménagé en transport de troupes pour l'opération Magic Carpet, rapatriant des militaires américains ayant participé à la guerre du Pacifique,. Son premier rapatriement s'achève à San Francisco le 24 septembre, transportant ensuite du personnel à Pearl Harbor en septembre et octobre. Depuis cette base, le Casablanca effectue son second rapatriement, s'arrêtant à Espiritu Santo et Nouméa, jusqu'à la côte Ouest. Son troisième et dernier voyage, se déroulant du 8 décembre au 16 janvier 1946, l’emmène de San Francisco à Yokohama, au Japon occupé,.
Le Casablanca appareille du port de San Francisco le 23 janvier pour se rendre à Norfolk, en Virginie, qu'il atteint le 10 février. C'est ici qu'il est placé en réserve au sein de l'United States Navy reserve fleets le 30 mai. Désarmé le 10 juin et rayé du Naval Vessel Register le 3 juillet, le Casablanca est vendu le 23 avril 1947 pour démolition, étant finalement démantelé à Chester, en Pennsylvanie, pendant la seconde moitié de 1947,.